# 毎日がイタリアン-ジャーダのカジュアル・クッキング-
『毎日がイタリアン-ジャーダのカジュアル・クッキング-』（原題：Everyday Italian）は、アメリカ合衆国の放送局・フード・ネットワークで2006年3月4日から2008年2月まで、全115回にもわたって放送されたジャーダ・デ・ラウレンティスの料理番組である。
放送開始前年の2005年に出版された料理本『Everyday Italian: 125 Simple and Delicious Recipes』、2006年出版の『Giada's Family Dinners』、2007年出版の『Everyday Pasta』を基にして番組が進行した。2006年、2007年とデイタイム・エミー賞にノミネートされ、2008年にデイタイム・エミー賞（ライフスタイル番組部門）を受賞した。
日本では系列の異なる複数のテレビ局で放送される（後述）。

## 概要
イタリア生まれの料理研究家のジャーダが、カリフォルニア州ロサンゼルス郡のマリブ、パサデナ、パシフィック・パリセーズにあるフード・ネットワークのセットあるいは家（自宅とは限らない）を貸し切ってロケーション撮影される。この番組ではジャーダの家族も頻繁に登場し、ジャーダのファッションは元夫でファッションデザイナーのトッド・トンプソンによって製作された。母のヴェロニカ・デ・ラウレンティス、叔母のラファエラ・デ・ラウレンティス（愛称：ラフィー）、妹のエロイーザ（メイクアップアーティスト）がジャーダのキッチンにやって来て、傍で見守ったり、時には手伝いもしたりする。叔母のラフィーが最も出演回数が多く、ターキーソーセージとチェスナッツスタッフィングのスペシャルレシピを提供した事もあった。2008年2月に娘のジェード・マリー・デ・ラウレンティス＝トンプソンの出産と育児に専念するため、番組の終了を自身のウェブサイトに告知した。
この番組のおかげでジャーダの人気が高まり、『ジャーダ・ウィークエンド・ゲートウェイ』や『ジャーダのおもてなしレシピ』に繋がっていった。また、マリオ・バターリ監修による特別番組『Giada's Italian Holiday』はこの番組から派生した物である。

## 日本での放送実績
- NHK教育テレビ - 番組名：『スタイルアップ 毎日がイタリアン』（2010年11月22日[2] - 2011年2月14日[3]。毎週月曜日 11:30 - 12:00、21:30 - 22:00〈再放送〉）
- Dlife - 番組名：『毎日がイタリアン-ジャーダのカジュアル・クッキング-』
- BS日テレ - 番組名：『毎日がイタリアン』（2014年10月5日 - 2015年9月27日。毎週日曜日 23:30 - 24:00〈2015年4月7日より毎週火曜日 24:00 - 24:30〉）